# Diócesis de Mostar-Duvno
La diócesis de Mostar-Duvno (en latín: Dioecesis Mandetriensis-Dumnen(sis) o Dalminien(sis) y en croata: Mostarsko-duvanjska biskupija) es una circunscripción eclesiástica latina de la Iglesia católica en Bosnia y Herzegovina, sufragánea de la arquidiócesis de Sarajevo. La diócesis tiene al obispo Petar Palić como su ordinario desde el 11 de julio de 2020.

## Territorio y organización

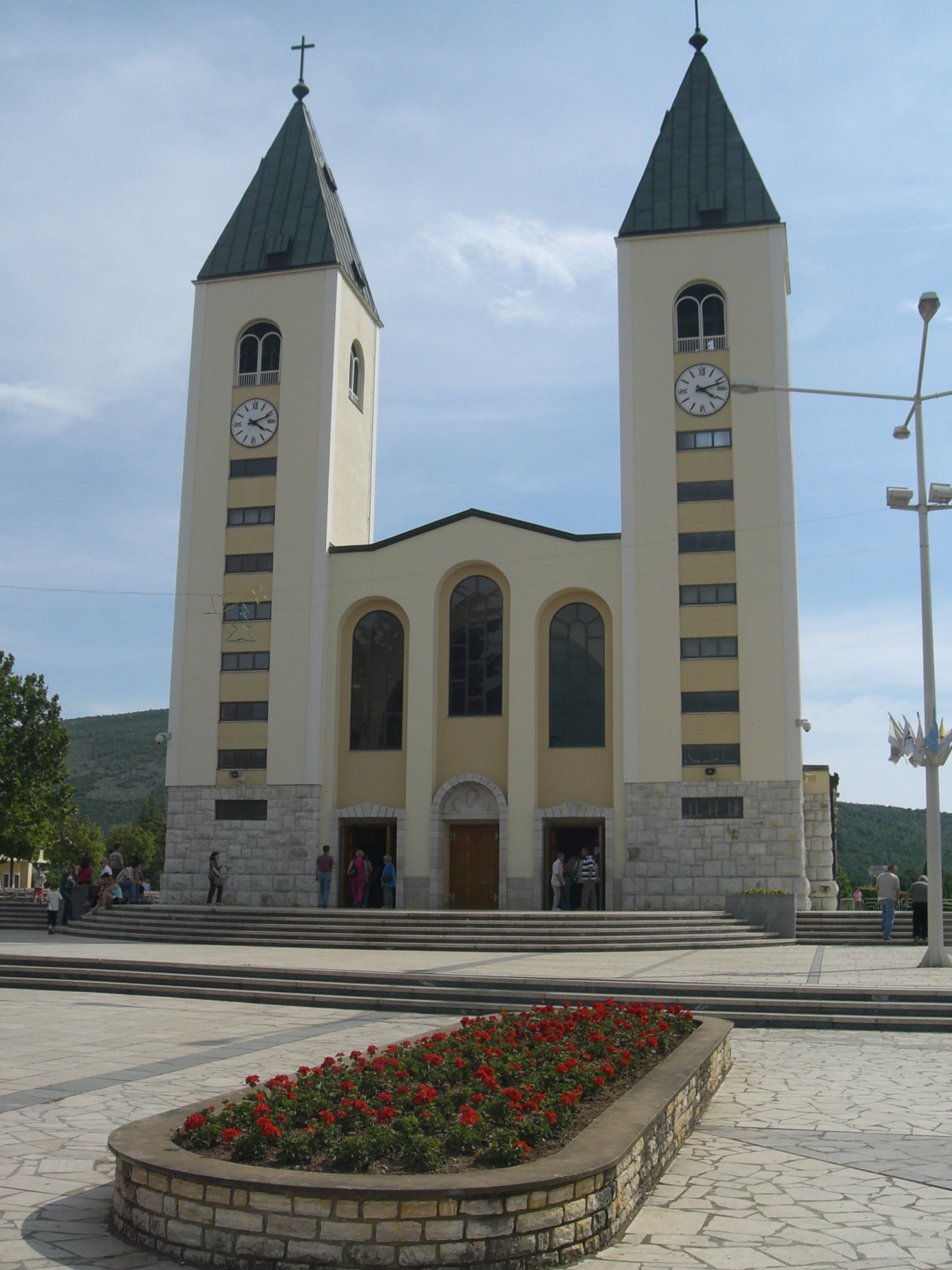
Iglesia parroquial de Medjugorje

La diócesis extiende su jurisdicción sobre los fieles católicos de rito latino residentes en: 1) En República Srpska en la mayor parte de la mitad norte de la región de Trebinje; 2) en la Federación de Bosnia y Herzegovina el cantón de Herzegovina Occidental, la parte central del cantón de Herzegovina-Neretva, la mitad sur del cantón de Podrinje Bosnio, parte del cantón 10 y una pequeña porción del cantón de Sarajevo.
La sede de la diócesis se encuentra en la ciudad de Mostar, en donde se halla la Catedral de María Madre de la Iglesia. 
En 2019 la diócesis estaba dividida en 82 parroquias. Una de ellas es la parroquia de Medjugorje, lugar de presuntas apariciones de María y, por tanto, destino de frecuentes peregrinaciones.

## Historia
La presencia del cristianismo en Dumno está documentada desde el siglo III (Delminium para los romanos, correspondiente a la actual Tomislavgrad). El primer obispo de Salona, san Venancio, fue también el primer misionero de Dumno; de hecho, según algunos martirólogos, Venancio era «apud Dalmatas mártir», entendiéndose por Dalmatas, a la ciudad de Delminium, que estaría en el origen del nombre Dalmacia. Fue en Dumno en donde Venancio sufrió el martirio.
El cristianismo sobrevivió en Dumno durante la duración de las persecuciones. En el sínodo de Salona de 553 se erigió la diócesis de Makarska a cuyo territorio pertenecía Dumno. En las cartas del papa Gregorio Magno (marzo de 591-finales de 594) se menciona un Malchus episcopus dalmaliensis (también llamado coepiscopus). La mayoría de los historiadores creen que este Malco fue en realidad obispo de Dumno, lo que determinaría la fundación de una diócesis en Dumno hacia finales del siglo VI; otros autores, en cambio, creen que se trata de un obispo que ejercía las funciones de rector patrimonii apostolici en todo el territorio de Dalmacia.
Cuando los croatas conquistaron la región y gracias al trabajo de Giovanni di Ravenna y otros arzobispos de Split se convirtieron del arrianismo al catolicismo, surgió la necesidad de crear nuevas diócesis, entre ellas la de Dumno. Este evento es atestiguado por el archidiácono Tommaso en su Historia Salonitana y se remonta a un período no especificado a partir de mediados del siglo VII. La diócesis está ciertamente documentada en las actas del sínodo de Split en 928: al obispo Gregorio se le dio la oportunidad de elegir una diócesis donde colocar su sede y entre las opciones estaba también la Delmiensis ecclesia. Dumno todavía se menciona en las provinciales romanas del siglo XI como la sede de un obispo. Finalmente, en una carta del Papa Celestino III fechada el 13 de marzo de 1192, aparece entre las sufragáneas de Spalato. En el largo período del siglo VII al XII, por lo tanto, la presencia de una diócesis en Dumno parece estar bien documentada: sin embargo, no se ha heredado ningún obispo de las fuentes.
Más tarde, durante un siglo (finales del siglo XII-finales del siglo XIII) el sitio ya no es mencionado por ninguna fuente. Algunos autores creen que, por razones no especificadas, la diócesis fue suprimida, para ser restablecida, seguramente antes de 1297. A principios del siglo XIV conocemos finalmente al primer obispo de Dumno, el cisterciense Iván de Hoio, que murió en 1317. A partir de ese momento los obispos se sucedieron con regularidad hasta finales del siglo XVII.
En 1465 la ciudad fue conquistada por el Imperio otomano, así como toda Bosnia. La diócesis, sin embargo, sobrevivió a la ocupación e incluso se expandió: de hecho, durante el episcopado de Vid de Ruscis, la de Makarska fue anexada a su territorio. En la segunda mitad del siglo XVI se confió al obispo Daniel Vocacio la administración de todo el territorio usque en Bosniam et Serviam. Sin embargo, este hecho es un indicio de cómo ya la presencia cristiana en el territorio se había reducido considerablemente y las antiguas sedes episcopales pasaban a ser administradas por un solo obispo.
Entre los obispos de este período estuvo Nikola Zadranin, que viajó por Europa en busca de ayuda económica y militar contra los invasores turcos, organizando incluso una cruzada contra ellos; Vid de Ruscis, quien mantuvo viva la fe cristiana en los primeros años de la ocupación. Después de su muerte, los obispos de Dumno, considerando la ciudad insegura, prefirieron residir en otro lugar y fueron representados por vicarios generales. No faltaron largos períodos de vacancia, durante los cuales la diócesis fue asignada como sede titular a obispos mayoritariamente de origen español.
A la muerte de Mihalj Jahnn en 1663, la Santa Sede dejó de nombrar obispos para Dumno y la diócesis pasó a ser administrada por los obispos de las diócesis vecinas, en particular por los obispos de Makarska. Después de 1663, la diócesis fue suprimida de facto.
Una nueva página en la historia de Dumno comienza en 1735, año en que la Santa Sede, para mejorar y favorecer las condiciones de los católicos de Bosnia y Herzegovina, erigió el vicariato apostólico de Bosnia cum extensione ad totam Bosniam, Othomaniaco dominio subjectam, et praecipue super olim episcopatu Dumnensi. De este vicariato en 1846 se restaron los territorios de Herzegovina (y parte de los territorios de la diócesis de Ragusa de Dalmacia), incluida la antigua Dumno, para formar una nueva circunscripción eclesiástica, el vicariato apostólico de Herzegovina.
El 5 de julio de 1881 el vicariato apostólico fue elevado a diócesis en virtud de la bula Ex hac augusta del papa León XIII y tomó el nombre de diócesis de Mostar-Duvno. Se añadió el título Dumnensis en memoria de la antigua sede.
Desde el 8 de julio de 1890 los obispos de Mostar-Duvno tienen la diócesis de Trebigne-Marcana en administración perpetua.
En 1981, cien años después de la fundación de la diócesis, la sede episcopal fue trasladada de la iglesia de San Pedro y San Pablo a la actual dedicada a la Santísima Virgen María, Reina del Cielo y Madre de la Iglesia.

## Episcopologio

### Obispos de Delminium o Dumno
- Malchus † (590-597 falleció)
- Iván de Hoio, O.Cist. † (1313-24 de marzo de 1317 falleció)
- Madije † (antes de 1337-1345 renunció)
- Iván, O.Cist. † (20 de junio de 1345-?)
- Guerino da Zara † (1347-?)
- Stjepan[4] † (1355-1371)
- Iván † (circa 1383-1394 falleció)
- Petar Petra Telikona, O.F.M. † (7 de septiembre de 1394-?)
- Juraj, O.F.M. † (circa 1406-21 de octubre de 1412 nombrado obispo de Lesina)
- Juraj † (1412-1419 falleció)
- Blaž de Navara, O.F.M. † (15 de septiembre de 1419-?)
- Nikola, O.F.M. † (circa 1426-1433)
- Hugo Fornetus † (27 de julio de 1433-1439)
- Jeronim Trogiranin, O.F.M. † (22 de abril de 1439-1459 renunció)
- Nikola Zadranin, O.F.M. † (2 de enero de 1460-1464)
- Vid de Ruscis † (1490-después de 1495)
  - Sede vacante
  - Tomás de Córdoba, O.Cist. † (26 de enero de 1507-1514 falleció)[5]
  - Álvaro Salas Sánchez, O.S.A. † (8 de agosto de 1514-12 de octubre de 1520 falleció)[5]
  - Andrija Klement de Turrecremata, O.F.M. † (19 de diciembre de 1520-?)[5]
- Nikola de Berganicio † (14 de julio de 1536-1551 falleció)[6]
- Daniel Vocacio, O.F.M. † (2 de diciembre de 1551-circa 1580 renunció)[7]
- Daniel Vladimirović Neretvanin (?) † (circa 1590)
- Alfonso de Requeséns Fenollet, O.F.M. † (30 de agosto de 1610-6 de octubre de 1625 nombrado obispo de Barbastro-Monzón)
- Vincenzo Zucconi † (30 de agosto de 1627-?)
- Marijan Maravić, O.F.M. † (31 de julio de 1645-24 de julio de 1647 nombrado obispo de Bosnia)[8]
  - Sede vacante (1647-1655)
- Pavao Posilović, O.F.M. † (25 de octubre de 1655-? falleció)
- Mihalj Jahnn, O.F.M. † (14 de enero de 1658-1665 falleció)
  - Sede suprimida

### Vicarios apostólicos de Herzegovina
- Rafael Barišić, O.F.M. † (24 de septiembre de 1847-14 de agosto de 1863 falleció)
- Anđeo Kraljević, O.F.M. † (7 de diciembre de 1864-27 de julio de 1879 falleció)
- Paškal Buconjić † (18 de enero de 1880-18 de noviembre de 1881 nombrado obispo)

### Obispos de Mostar-Duvno
- Paškal Buconjić † (18 de noviembre de 1881-8 de diciembre de 1910 falleció)
- Alojzije Mišić, O.F.M. † (14 de febrero de 1912-26 de marzo de 1942 falleció)
- Petar Čule † (15 de abril de 1942-14 de septiembre de 1980 retirado)
- Pavao Žanić † (14 de septiembre de 1980 por sucesión-24 de julio de 1993 retirado)
- Ratko Perić (24 de julio de 1993 por sucesión-11 de julio de 2020 retirado)
- Petar Palić, desde el 11 de julio de 2020

## Estadísticas
De acuerdo al Anuario Pontificio 2020 la diócesis de Mostar-Duvno en conjunto con la diócesis de Trebinje-Marcana tenía a fines de 2019 un total de 189 933 fieles bautizados.
| Año                                                                             | Población            | Población | Población      | Sacerdotes | Sacerdotes    | Sacerdotes    | Bautizados por sacerdote | Diáconos permanentes | Religiosos | Religiosos | Parroquias |
| Año                                                                             | Bautizados católicos | Total     | % de católicos | Total      | Clero secular | Clero regular | Bautizados por sacerdote | Diáconos permanentes | Varones    | Mujeres    | Parroquias |
| ------------------------------------------------------------------------------- | -------------------- | --------- | -------------- | ---------- | ------------- | ------------- | ------------------------ | -------------------- | ---------- | ---------- | ---------- |
| 1950                                                                            | 180 000              | 300 000   | 60.0           | 76         | 16            | 60            | 2368                     |                      | 60         | 40         | 60         |
| 1970                                                                            | 202 376              | 495 000   | 40.9           | 141        | 38            | 103           | 1435                     |                      | 156        | 130        | 66         |
| 1980                                                                            | 201 600              | 464 346   | 43.4           | 199        | 53            | 146           | 1013                     |                      | 172        | 164        | 74         |
| 1990                                                                            | 208 000              | 502 000   | 41.4           | 189        | 62            | 127           | 1100                     |                      | 164        | 189        | 77         |
| 1999                                                                            | 191 998              | 481 445   | 39.9           | 167        | 53            | 114           | 1149                     | 1                    | 145        | 188        | 81         |
| 2000                                                                            | 193 908              | 481 445   | 40.3           | 168        | 53            | 115           | 1154                     | 1                    | 134        | 178        | 81         |
| 2001                                                                            | 194 344              | 481 445   | 40.4           | 168        | 54            | 114           | 1156                     | 1                    | 134        | 173        | 81         |
| 2002                                                                            | 197 872              | 481 445   | 41.1           | 177        | 72            | 105           | 1117                     |                      | 124        | 184        | 81         |
| 2003                                                                            | 203 805              | 481 448   | 42.3           | 163        | 53            | 110           | 1250                     | 1                    | 133        | 171        | 81         |
| 2004                                                                            | 208 226              | 481 445   | 43.3           | 229        | 103           | 126           | 909                      | 1                    | 146        | 171        | 81         |
| 2013                                                                            | 211 600              | 481 400   | 44.0           | 186        | 72            | 114           | 1137                     |                      | 142        | 199        | 82         |
| 2016                                                                            | 197 656              | 454 505   | 43.5           | 188        | 73            | 115           | 1051                     |                      | 162        | 194        | 82         |
| 2019                                                                            | 189 933              | 454 000   | 41.8           | 186        | 71            | 115           | 1021                     |                      | 173        | 191        | 82         |
| Fuente: Catholic-Hierarchy, que a su vez toma los datos del Anuario Pontificio. |                      |           |                |            |               |               |                          |                      |            |            |            |